# Fête des Bleu-blanc-rouge
Pour les articles homonymes, voir Bleu Blanc Rouge et BBR.

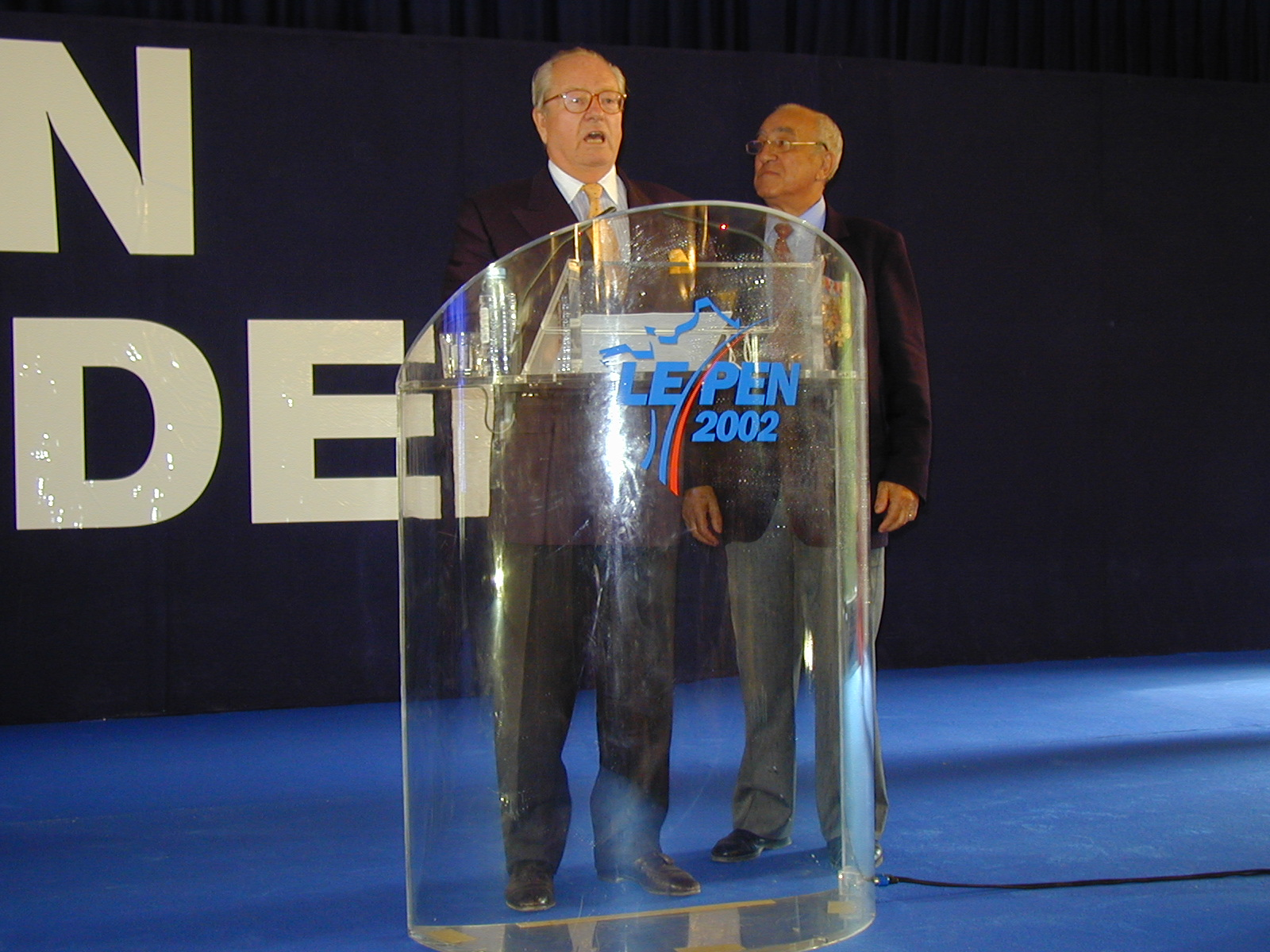
Jean-Marie Le Pen (à g.), président du Front national, à la tribune de l'édition 2001 de la fête des BBR. Il est accompagné par Roger Holeindre, qui a participé à la fondation du parti.

La fête des Bleu-blanc-rouge (couleurs du drapeau de la France), couramment appelée fête des BBR, est une rencontre annuelle de sympathisants et membres du Front national. Cette manifestation est créée en 1981 sous l'impulsion de Michel Collinot, en réaction à l'arrivée au pouvoir de la gauche quelques semaines plus tôt. Après 24 éditions, entrecoupées de plusieurs interruptions, la dernière édition se tient en 2016.

## Histoire

### Création
Après son élection à la présidentielle en mai 1981, François Mitterrand décide de dissoudre l'Assemblée nationale. Les législatives qui s'ensuivent en juin lui donnent une confortable majorité de députés socialistes et communistes, et cette alliance électorale fait entrer plusieurs ministres communistes au gouvernement.
Le Front national n'obtient quant à lui aucun siège. Apparaît alors l'idée d'organiser une fête afin de rendre l'image du Front national plus avenante. Conçue comme une « contre fête de l'Humanité » du Parti communiste, les recettes provenant de la vente des entrées et des produits dérivés doivent renflouer les caisses du Front national après cette défaite.
La fête est annoncée par Michel Collinot sur Radio Le Pen, une messagerie téléphonique, le 2 juillet 1981, et sa première édition a lieu le 13 septembre. Elle devient ensuite annuelle.
En fonction des éditions, le choix du lieu varie en Île-de-France, avec une prédilection pour le Bourget qui accueille la fête à six reprises entre 1985 et 1992. À partir de 1993, la fête se déroule à Paris, plus précisément au bois de Vincennes, sur la pelouse de Reuilly, dans le 12e arrondissement.

### Disparition
Aux municipales de mars 2001, une coalition de gauche remporte le Conseil de Paris, et Bertrand Delanoë est élu maire de Paris. Parmi cette nouvelle majorité, des élus du 12e arrondissement, où la fête doit avoir lieu en septembre, souhaitent l'interdire. Mais Delanoë ne peut pas revenir sur l'autorisation donnée par son prédécesseur Jean Tiberi. L'édition 2001 peut donc se tenir, mais une interdiction est prononcée pour l'édition 2002, qui est annulée. Il faut ensuite attendre 2005 et 2006 pour que la fête soit à nouveau organisée, au Bourget cette fois.
Mais ce retour est éphémère. En effet, à la suite du revers électoral du Front national aux élections législatives de 2007 et au déficit financier qui en découle, l'édition 2007 de la fête est annulée. Elle ne sera plus organisée par la suite, avec une exception en 2016.

### Édition2016
En juillet 2016, Marion Maréchal relance la Fête des Bleu-blanc-rouge avec un « rassemblement BBR Grand Sud » au Pontet sur la « thématique médiévale »,. L'événement attire environ 1 500 militants et une centaine d'élus FN, ainsi que Marine Le Pen, alors que la presse évoque des tensions entre elle et Marion Maréchal. À cette occasion, elle assure n'avoir « jamais renié la filiation politique avec Jean-Marie Le Pen » et vouloir « instaurer, à long terme, cette tradition de fête populaire autour des neuf fédérations du Grand Sud ». L'historienne Valérie Igounet considère qu'en reprenant l'intitulé « BBR », « Marion Maréchal prolonge donc la tradition FN tout comme son grand-père ».

## Déroulement de la fête
Jean-Marie Le Pen y prononce un discours. Une messe traditionnelle catholique y est célébrée le dimanche.

## Liste des éditions
| No | Date                            | Lieu                                         | Commune            | Département       | Réf.   |
| -- | ------------------------------- | -------------------------------------------- | ------------------ | ----------------- | ------ |
| 1  | 13 septembre 1981               | Bois de La Roche-Couloir                     | Chevreuse          | Yvelines          | [ 7 ]  |
| 2  | 18 – 19 septembre 1982          | Parc d'attraction La Vallée des Peaux-Rouges | Fleurines          | Oise              | [ 2 ]  |
| 3  | 17 – 18 septembre 1983          | Parc de Saint-Vrain                          | Saint-Vrain        | Essonne           | [ 8 ]  |
| 4  | 15 – 16 septembre 1984          | Espace Balard                                | 15e arrondissement | Paris             | [ 9 ]  |
| 5  | 19 – 20 octobre 1985            | Parc des expositions du Bourget              | Le Bourget         | Seine-Saint-Denis | [ 10 ] |
| 6  | 11 – 12 octobre 1986            | Parc des expositions du Bourget              | Le Bourget         | Seine-Saint-Denis |        |
| 7  | 19 – 20 septembre 1987          | Parc des expositions du Bourget              | Le Bourget         | Seine-Saint-Denis |        |
| 8  | 17 – 18 septembre 1988          | Parc des expositions du Bourget              | Le Bourget         | Seine-Saint-Denis | [ 11 ] |
| 9  | 30 septembre – 1er octobre 1989 | Hippodrome d'Auteuil                         | 16e arrondissement | Paris             | [ 12 ] |
| 10 | 22 – 23 septembre 1990          | Parc de Bagatelle                            | 16e arrondissement | Paris             | [ 13 ] |
| 11 | 12 – 13 octobre 1991            | Parc des expositions du Bourget              | Le Bourget         | Seine-Saint-Denis | [ 14 ] |
| 12 | 7 – 8 novembre 1992             | Parc des expositions du Bourget              | Le Bourget         | Seine-Saint-Denis | [ 15 ] |
| 13 | 25 – 26 septembre 1993          | Pelouse de Reuilly, bois de Vincennes        | 12e arrondissement | Paris             | [ 16 ] |
| 14 | 17 – 18 septembre 1994          | Pelouse de Reuilly, bois de Vincennes        | 12e arrondissement | Paris             | [ 17 ] |
| 15 | 23 – 24 septembre 1995          | Pelouse de Reuilly, bois de Vincennes        | 12e arrondissement | Paris             | [ 18 ] |
| 16 | 28 – 29 septembre 1996          | Pelouse de Reuilly, bois de Vincennes        | 12e arrondissement | Paris             | [ 19 ] |
| 17 | 27 – 28 septembre 1997          | Pelouse de Reuilly, bois de Vincennes        | 12e arrondissement | Paris             | [ 20 ] |
| 18 | 19 – 20 septembre 1998          | Pelouse de Reuilly, bois de Vincennes        | 12e arrondissement | Paris             | [ 21 ] |
| 19 | 25 – 26 septembre 1999          | Pelouse de Reuilly, bois de Vincennes        | 12e arrondissement | Paris             |        |
| 20 | 23 – 24 septembre 2000          | Pelouse de Reuilly, bois de Vincennes        | 12e arrondissement | Paris             | [ 22 ] |
| 21 | 21 – 23 septembre 2001          | Pelouse de Reuilly, bois de Vincennes        | 12e arrondissement | Paris             | [ 23 ] |
|    | Interruption                    |                                              |                    |                   |        |
| 22 | 8 – 9 octobre 2005              | Parc des expositions du Bourget              | Le Bourget         | Seine-Saint-Denis | [ 24 ] |
| 23 | 10 – 12 novembre 2006           | Parc des expositions du Bourget              | Le Bourget         | Seine-Saint-Denis | [ 25 ] |
|    | Interruption                    |                                              |                    |                   |        |
| 24 | 9 juillet 2016                  | Hippodrome Roberty                           | Le Pontet          | Vaucluse          | [ 2 ]  |